# Beccariella crebrifolia
Beccariella crebrifolia är en tvåhjärtbladig växtart som först beskrevs av Henri Ernest Baillon, och fick sitt nu gällande namn av André Aubréville. Beccariella crebrifolia ingår i släktet Beccariella och familjen Sapotaceae.
Artens utbredningsområde är Nya Kaledonien. Inga underarter finns listade i Catalogue of Life.